# ジェームズ・M・ブキャナン
ジェームズ・マギル・ブキャナン・ジュニア（James McGill Buchanan Jr.、1919年10月3日 - 2013年1月9日）は、公共選択論を提唱した米国の経済学者・財政学者。1986年にノーベル経済学賞を受賞。ヴァージニア学派の中心人物のひとり。

## 略歴
- 1919年　テネシー州マーフリーズボロで生まれる。
- 1940年　ミドルテネシー州立大学 よりB.A.を得て卒業する（2007年「ノーベル平和賞」を受賞した経済学者ムハンマド・ユヌスは、かつて教員として所属）。
- 1941年　テネシー大学よりM.S.を得る。
- 戦時中、ホノルルでニミッツ提督のスタッフとして働く。
- 1948年　シカゴ大学からPh.D.を取得する。
- 1956年 - 1968年　ヴァージニア大学で教える。
- Thomas Jefferson Center for the Protection of Free Expressionの会員となる。
- 1968年 - 1969年　カリフォルニア大学ロサンゼルス校（UCLA）で教える。
- 1969年 - 1983年　ヴァージニア工科大学（Virginia Polytechnic Institute　："Virginia Tech"）で教える（フロリダ州立大学、テネシー大学でも客員教授として教える）。
- 1983年　ジョージ・メイソン大学の教授（Harris University Professor）、およびthe Center for the Public Choiceの総長となる。
- 1986年　ノーベル経済学賞を受賞する。
- 2013年1月9日、死去[1]。93歳没。

## 研究
- 提起した理論は、伝統的な経済学・財政学の領域を超え、政治的・社会的にも大きな影響力を持った。また、ログローリングの理論の徹底した解析もおこなった。
- 1967年、『財政理論― 民主主義過程の財政学 ―(Public Finance in Democratic Process: Fiscal Institutions and Individual Choice)』は、彼自身が掲げたように、「それまでの伝統的な財政理論」からの「方法論的転換」を狙ったものであった。当時の財政学では、19世紀以降の参政権拡大により、社会的選択は広く「大衆層」に開放されていったにもかかわらず、依然として財政政策の形成が、これらと全く分離されたまま扱われていた。こうした伝統的な財政理論の範疇を越え、「選択」や「意思決定のルール」といった研究も含めた、その後の「公共選択論」へと道を開いたのが、この『財政理論― 民主主義過程の財政学 ―』であった。
- 「財政学」・「経済学」・「政治過程論」の分野においてパラダイムシフトをもたらすことになるブキャナンの著作群は、1970年代初頭に、山之内光躬（早稲田大学教授） ・日向寺純雄（青山学院大学教授）により日本に紹介された。

## 影響
- ゴードン・タロックとの共著『公共選択の理論－合意の経済論理』は、公共選択論の嚆矢として、またこれを学ぶ者の基礎文献として知られ、タロックとともに政治経済学に新しい研究領域を切り開いた。
- リチャード・E・ワーグナーとの共著、『赤字財政の政治経済学― ケインズの政治的遺産(Democracy in Deficit: The Political Legacy of Lord Keynes)』などにおいて、現代の「民主主義」における政治過程では、政府・政治家は、つねに公共事業など人気取りのばらまき政策に走りがちであり、一方、選挙民大衆もその税負担を明確に意識することがないため、ケインズ的財政政策が、もっぱら財政の悪化という帰結に至ることを説いた。彼の理論は、経済学界のみならず世論や政治にも大きな影響をもたらした。

## 評価
ブキャナンについては、ノーベル賞が発表されるまでは、多くの経済学者は愚痴っぽい変人と評していた。ノーベル賞は、ブキャナンを日陰から引きずり出し、主流派経済学の中で日の当たる場所を新たに確保した。
経済学者の石弘光は「ブキャナンのノーベル経済学賞受賞は、正統派経済学から見て異端とされていた公共選択論に、学問上の市民権を与えるものであった」と述べている。

## 主な著書
- （ゴードン・タロックと共著）『公共選択の理論――合意の経済論理』、宇田川璋仁監訳、米原淳七郎・田中清和・黒川和美共訳、東洋経済新報社、1979.
  - James M. Buchanan and Gordon Tullock, The Calculus of Consent: Logical Foundation of Constitutional Democracy, Ann Arbor: University of Michigan Press, 1962.
- 『財政理論――民主主義過程の財政学』、山之内光躬・日向寺純雄共訳、勁草書房、1971.
  - James M. Buchanan,　Public Finance in Democratic Process: Fiscal Institutions and Individual Choice, 1967.
- 『公共財の理論――公共財の需要と供給』、山之内光躬・日向寺純雄共訳、文眞堂、1973.
  - James M. Buchanan,　The Demand and Supply of Public Goods, 1968.
- （R・E・ワグナーと共著）『赤字財政の政治経済学――ケインズの政治的遺産』、深沢実・菊池威共訳、文真堂、1979.
新訳版『赤字の民主主義――ケインズが遺したもの』、大野一訳、日経BPクラシックス、2014.
  - James M. Buchanan and Richard E. Wagner, Democracy in Deficit: the Political Legacy of Lord Keynes, New York: Academic Press, 1977.
- 『倫理の経済学』、小畑二郎訳、有斐閣、1997.
  - James M. Buchanan, Ethics and Economic Progress, 1994.
- 『財政学入門』、深沢実監訳、文眞堂
- 『自由の限界』、加藤・黒川・関谷・大岩共訳、秀潤社
- 『ケインズ財政の破綻』、水野正一訳、日本経済新聞社出版社、1979年
- （G・ブレナンと共著）『公共選択の租税理論――課税権の制限』、深沢実・菊池・平沢訳、文眞堂、1984年
- 『選択のコスト――経済学的探求』、山田大門訳、春秋社、1988年
- （G・ブレナンと共著）『立憲的政治経済学の方法論』、菊池威・本田明美・小林逸太・深沢実共訳、文眞堂、1989年
- （J・M・ブキャナン、R・D・トリソン、C.K.ローリー編）『財政赤字の公共選択論』、加藤寛監訳、文眞堂、1990年
- 『公と私の経済学――ブキャナン経済学のエッセンス』、田中清和訳、多賀出版、1991年
- 『経済学の考え方――ブキャナン経済学のエッセンス』、田中清和訳、多賀出版、1991年
- （ミルトン・フリードマン、ジェームズ・M・ブキャナン他著者）『国際化時代の自由秩序――モンペルラン・ソサエテェの提言』、佐野晋一・白石乗義・田谷禎三共訳、春秋社、1991年
- 『コンスティチューショナル・エコノミクス――極大化の論理から契約の論理へ』、加藤寛訳、有斐閣、1992年
- （リチャード・A・マスグレイブと共著）『財政学と公共選択――国家の役割をめぐる大激論』、関谷登・大泉智弘・鈴木義浩・横山彰・徐宰成・朝尾直太共訳、勁草書房、2003年